# قائمة إصدارات الطوابع في أوكرانيا لسنة 1999
هذه قائمة الطوابع البريدية التي أصدرها البريد الأوكراني للتداول في عام 1999.
في الفترة من 27 فبراير إلى 28 ديسمبر 1999، أصدر 58 طابعًا بريديًا تذكاريًا. غطت الطوابع التذكارية مواضيع ذكرى التواريخ والأحداث الهامة وذكرى الشخصيات الثقافية البارزة وغيرها. طرحت طوابع بريدية للتداول بالقيم التالية:
- 0.10 هريفنا
- 0.20 هريفنا
- 0.30 هريفنا
- 0.40 هريفنا
- 0.50 هريفنا
- 0.60 هريفنا
- 1.00 هريفنا
- 1.20 هريفنا
- 1.40 هريفنا
- 2.50 هريفنا
- 3.00 هريفنا
- 5.00 هريفنا

إن الطوابع البريدية التي تحمل الأرقام التالية:
- 257[4]
- 258[5]
- 259[5]
- 263[5]
- 264[5]

فقد طبعت في دار سك العملة والأوراق النقدية التابع التابعة للبنك الوطني الأوكراني، وطُبعت الطوابع الأخرى في مؤسسة "دار الطباعة الأوكراني" المملوكة للدولة.

## قائمة الطوابع التذكارية
يتوافق ترتيب العناصر في الجدول مع الرقم الموجود في دليل طوابع أوكرانيا على الموقع الرسمي للبريد الأوكراني ((بالأوكرانية: КМД УДППЗ «Укрпошта»)، بين قوسين الأرقام وفقًا "لدليل ميشيل للطوابع".
| التسلسل في الكتالوج                                                                                         | الصورة | الوصف والمصادر | القيمة                          | تاريخ طرحها للتداول | كمية الإصدار | المصمم                                     |
| --- | ------ | --- | ------------------------------- | ------------------- | ------------ | ------------------------------------------ |
| رقم 235 (Mi #295)                                                                                           |        | طابع يحمل صورة سيرغي باراجانوف (1924—1990) مع قسيمة. | 0,40 هريفنا                     | 27 فبراير 1999 م    | 200٬000      | شتانكو                                     |
| رقم 236 (Mi #296)                                                                                           |        | فولوديمير إيفاسيوك (1949—1979) | 0,30 هريفنا                     | 4 مارس 1999 م       | 200٬000      | ف. م. يفتوشينكو                            |
| رقم 237 (Mi #297) رقم 238 (Mi #298) رقم 239 (Mi #299) رقم 240 (Mi #300)                                     |        | مجموعة طوابع متجاورة «ذهب سكوثي» - غطاء لغوريت (القرن الرابع قبل الميلاد) - خنزير بري ذهبي (القرن الرابع قبل الميلاد) - تمثال ذهبي لصغير الموظ (القرنين السادس والخامس قبل الميلاد) - عقد ذهبي من توفستا موهيلا (القرن الرابع قبل الميلاد)                                        | 0,20 0,40 0,50 1,00 هريفنا      | 20 مارس 1999 م      | 100٬000      | أوليكساندر كالميكوف                        |
| رقم 241 (Mi #301)                                                                                           |        | فسنيانكي (أغاني وألعاب الربيع) | 0,30 هريفنا                     | 7 أبريل 1999 م      | 200٬000      | يوري ميتشينكو                              |
| رقم 242 (Mi #302) رقم 243 (Mi #303)                                                                         |        | طابعان متجاوران: «أوروبا». منتزه سينيفر الوطني الطبيعي. - الطابع الأول تظهر فيه صورة منحوتات خشبية - الطابع الثاني تظهر فيه صورة سمك السلمون الرمادي الأوروبي (Thymallus thymallus)                                                                                               | 0,50 1,00 هريفنا                | 24 أبريل 1999 م     | 200٬000      | يوري ميتشينكو                              |
| رقم 244 (Mi #304)                                                                                           |        | طابع بريدي تظهر فيه صورة باناس ميرني (1849—1920) | 0,40 هريفنا                     | 13 مايو 1999 م      | 200٬000      | إيفاخنينكو                                 |
| رقم 245 (Mi #305)                                                                                           |        | طابع بريدي تظهر فيه صورة أونوريه دي بلزاك (1799—1850) | 0,40 هريفنا                     | 20 مايو 1999 م      | 200٬000      | غينادي كوزنيتسوف                           |
| رقم 246 (Mi #306)                                                                                           |        | ذكرى مرور خمسين عاما على تأسيس مجلس أوروبا | 0,40 هريفنا                     | 22 مايو 1999 م      | 200٬000      |                                            |
| رقم 247 (Mi #307)                                                                                           |        | طابع تظهر فيه صورة "ألكسندر بوشكين" مع قسيمة. تظهر في الطابع لوحة ألكسندر بوشكين التي رسمها إيفان إيفازوفسكي وتحتوي القسيمة على صورة ذاتية. | 0,40 هريفنا                     | 6 يونيو 1999 م      | 200٬000      | صمم الطابع "ف. س. ميتشينكو".               |
| رقم 248 (Mi #308) رقم 249 (Mi #309)                                                                         |        | طابعان متجاوران ضمن سلسلة "صناعة السفن في أوكرانيا" - الطابع الأول فيه صورة بايداك - الطابع الثاني تظهر فيه صورة قارب تشايكا قوزاقي. | 0,30 هريفنا                     | 26 يونيو 1999 م     | 200٬000      | ف. ف. رودينكو                              |
| رقم 250 (Mi #310)                                                                                           |        | ورقة طوابع «ياروسلاف الحكيم» | 1,20 هريفنا                     | 2 يوليو 1999 م      | 50 000       | شتانكو                                     |
| رقم 251 (Mi #311)                                                                                           |        | ذكرى مرور 800 عام على تأسيس إمارة غاليسيا فولينيا | 0,50 هريفنا                     | 27 يوليو 1999 م     | 200٬000      | شتانكو                                     |
| رقم 252 (Mi #312) رقم 253 (Mi #313)                                                                         |        | طابعان متجاوران مع قسيمة: ذكرى 100 عام على تأسيس متحف الفن الوطني الأوكراني: - الطابع الأول فيه صورة القديس جرجس، القرن الخامس عشر. - الطابع الثاني تظهر فيه صورة لوحة أوليكساندر موراشكو «صورة لفتاة ترتدي قبعة حمراء»                                                           | 0,30 0,60 هريفنا                | 27 يوليو 1999 م     | 200٬000      | أوليكساندر كالميكوف                        |
| رقم 254 (Mi #314)                                                                                           |        | نحلة ووردة | 0,30 هريفنا                     | 7 أغسطس 1999 م      | 200٬000      | كاترينا شتانكو                             |
| رقم 255 (Mi #316)                                                                                           |        | ذكرى مرور 1100 عام على تأسيس مدينة بولتافا. | 0,30 هريفنا                     | 14 أغسطس 1999 م     | 200٬000      | أوليكساندر كالميكوف                        |
| رقم 256 (Mi #315)                                                                                           |        | ذكرى مرور 125 عاما على تأسيس الاتحاد البريدي العالمي. | 0,30 هريفنا                     | 14 أغسطس 1999 م     | 200٬000      | ميكولا كوتشوبي                             |
| رقم 257 (Mi #317)                                                                                           |        | جوائز أوكرانيا. جائزة رئيس أوكرانيا: وسام الأميرة أولغا. | 0,30 هريفنا                     | 17 أغسطس 1999 م     | 1٬000٬000    | فولودومير تاران أليكسي خاروك               |
| رقم 258 (Mi #318) رقم 259 (Mi #319)                                                                         |        | جوائز أوكرانيا. ورقة طوابع جائزة رئيس أوكرانيا: بطل أوكرانيا: - وسام الدولة - وسام النجمة الذهبية. | 2,50 هريفنا                     | 17 أغسطس 1999 م     | 50٬000       | فولودومير تاران أليكسي خاروك               |
| رقم 260 (Mi #320)                                                                                           |        | ورقة طوابع: أيقونة سفياتوهيرسك الشتوية المعجزة للعذراء. | 1,20+0,10 هريفنا                | 4 سبتمبر 1999 م     | 50٬000       | ف. م. يفتوشينكو                            |
| رقم 261 (Mi #321) رقم 262 (Mi #322)                                                                         |        | طابعان متجاوران: التعاون الأوكراني البولندي في مجال حماية البيئة في محمية المحيط الحيوي الدولية "الكاربات الشرقية"، إصدار مشترك بين أوكرانيا وبولندا" - الطابع الأول فيه صورة أيل أحمر (Cervus elaphus) - الطابع الثاني فيه صورة ضيون أوروبي (Felis silvestris)                   | 1,40 هريفنا                     | 22 سبتمبر 1999 م    | 200٬000      | أوليكساندر كوشيل يان برودوفسكي (من بولندا) |
| رقم 263 (Mi #323)                                                                                           |        | إصدار يحتفي بالبنك الوطني الأوكراني | 3,00 هريفنا                     | 28 سبتمبر 1999 م    | 200٬000      | فولودومير تاران أليكسي خاروك               |
| رقم 264 (Mi #324)                                                                                           |        | ورقة طوابع: «البنك الوطني الأوكراني» | 5,00                            | 28 سبتمبر 1999 م    | 200٬000      | فولودومير تاران أليكسي خاروك               |
| رقم 265 (Mi #325)                                                                                           |        | سلسلة "هيتمان أوكرانيا" «هيتمان إيفان فيهوفسكي» | 0,30 هريفنا                     | 20 نوفمبر 1999 م    | 200٬000      | لوغفين                                     |
| رقم 267 (Mi #326)                                                                                           |        | عيد الميلاد المجيد | 0,30 هريفنا                     | 26 نوفمبر 1999 م    | 200٬000      | ت. بوشوك                                   |
| رقم 268 (Mi #327)                                                                                           |        | عيد الميلاد المجيد | 0,60 هريفنا                     | 26 نوفمبر 1999 م    | 200٬000      | أ. زاريفسكي ف. سافا                        |
| رقم 269 (Mi #328) رقم 270 (Mi #329) رقم 271 (Mi #330)                                                       |        | ورقة طوابع: «رسوم الأطفال»: - "حلمي" إيفان كوفاليفسكي، 11 عامًا - "الفيل الوردي" إيفان تشوييف، 8 سنوات - "بحثًا عن أشياء مثيرة للاهتمام" دميتري فيرزبيتسكي، 11 عامًا | 0,10 هريفنا                     | 30 نوفمبر 1999 م    | 100٬000      | ن. هوجا                                    |
| رقم 272 (Mi #331) رقم 273 (Mi #332) رقم 274 (Mi #333)                                                       |        | ثلاثة طوابع متجاورة «حيوانات أوكرانيا» - دسمان روسي (Desmana moschata) - نسر أسمر (Lucanus cervus) - حنظب أوروبي (Gyps fulfus) | 0,40 0,60 0,40 هريفنا           | 9 ديسمبر 1999 م     | 200٬000      | غينادي كوزنيتسوف                           |
| رقم 275 (Mi #334)                                                                                           |        | كنيسة القديس أندرو في كييف مع قسيمة. | 0,60 هريفنا                     | 12 ديسمبر 1999 م    | 200٬000      | أوليكساندر كوشيل                           |
| رقم 276 (Mi #335) رقم 277 (Mi #336) رقم 278 (Mi #337) رقم 279 (Mi #338) رقم 280 (Mi #339)                   |        | ورقة طوابع: «أنواع الفطر» - فطر العسل أو عسلية الدردار (Armillariella mellea) - ذيل المخمل الأسود أو فطر القدم المخملية السوداء (Paxillus atrotomentosus) - فطر محاري شائع (Pleurotus ostreatus) - القوقع الأصفر (Cantharellus cibarius) - الغاريقون الحقلي (Agaricus campester). | 0,30 0,40 0,60 هريفنا           | 15 ديسمبر 1999 م    | 50٬000       | كاترينا شتانكو                             |
| رقم 281 (Mi #340) رقم 282 (Mi #341)                                                                         |        | ورقة طوابع: «سيارات أوكرانية» - شاحنة كراز موديل كراز-65032 - زاز (شركة سيارات) زاز تافريا موديل زاز-1102. | 0,30 هريفنا                     | 18 ديسمبر 1999 م    | 200٬000      | ميكولا موسكالينكو                          |
| رقم 283 (Mi #342)                                                                                           |        | سنة جديدة سعيدة 2000! مع قسيمة. | 0,50 هريفنا                     | 18 ديسمبر 1999 م    | 200٬000      | كاترينا شتانكو                             |
| رقم 266 (Mi #343)                                                                                           |        | سلسلة "هيتمان أوكرانيا": هيتمان بافلو بولوبوتوك. | 0,30 هريفنا                     | 22 ديسمبر 1999 م    | 200٬000      | لوغفين                                     |
| رقم 284 (Mi #344) رقم 285 (Mi #345)                                                                         |        | طابعان متجاوران مع قسيمة: رسوم «ماريا بريماتشينكو» - «وحش البازلاء» - «الخنزير البري» | 0,30 هريفنا                     | 22 ديسمبر 1999 م    | 200٬000      | ن. هوجا                                    |
| رقم 286 (Mi #346)                                                                                           |        | هالشكا هوليفيتشيفنا | 0,30 هريفنا                     | 25 ديسمبر 1999 م    | 200٬000      | شتانكو                                     |
| رقم 287 (Mi #347) رقم 288 (Mi #348) رقم 289 (Mi #349) رقم 290 (Mi #350) رقم 291 (Mi #351) رقم 292 (Mi #352) |        | ورقة طوابع: «صندوق الجغرافيا الحيوانية في أوكرانيا» - محمية الكاربات للمحيط الحيوي - محمية بوليسيا الطبيعية - محمية كانيف الطبيعية - حديقة تراختيميريف الطبيعية الوطنية - أسكانيا نوفا - محمية كاراداغ الطبيعية                                                                   | 0,10 0,30 0,40 0,60 1,00 هريفنا | 28 ديسمبر 1999 م    | 80٬000       | أوليكساندر كوشيل                           |

## روابط خارجية
- Каталог продукції Укрпошти نسخة محفوظة 12 травня 2015 على موقع واي باك مشين. (بالأوكرانية)
- Nestor Publishers | Ukraine : 1999 نسخة محفوظة 10 червня 2015 at Archive.is (بالإنجليزية)
- Поштовий міні-маркет